# Ikumi
ikumi（いくみ、1987年1月7日 - ）は、日本のファッションモデル、ファッションデザイナー。
北海道出身。オフィス・ゲンキ所属。血液型O型。身長174cm。

## 略歴
父親がドイツ人、母親が日本人のハーフ。5歳の頃はオーストラリア・ブリスベンに住んでいた。
中学生時代、東京に旅行した際に渋谷・ハチ公前でスカウトされ、オスカープロモーションに所属し17歳でモデルの道に進む。2005年からファッション雑誌「non-no」の専属モデルを務める。オーディションを受ける際はオーバーオールを着用していたが、事務所側の意向でワンピースとヒールに着替えさせられたという逸話がある。
2008年にnon-noの専属を卒業後、JILLE、mini、PS、SEDA、NYLONjapan、Sweetといった雑誌でメインモデルを務め、2011年9月、モデルとしてNEW YORK Collectionデビュー。2012年6月写真集 「ikumi」発売。
2012年3月、ikumi自身がデザインを務めるファッションブランド「 i 」を設立し、東京コレクションにてブランドデビュー。以後2013SS、2013FW、2014SS、2014FWの4回東京コレクションに出展する。
2014年9月、オスカーからの独立をきっかけに、ファッションブランド「i」から「IKUMI」へ名前を変更しNEW YORK Collectionにてブランドデビュー。以後NYコレクション（2015SS、2015FW、2016SS、2016FW、2017SS、2017FW、2019FW）、PARISコレクション（2018SS、2018FW）、上海コレクション（2019SS）に出展。
2017年3月、音楽ユニット『水曜日のカンパネラ』の日本武道館ライブ“八角宇宙”内「ユタ」にて衣装・演出を担当。メンバーのコムアイがikumiのブランドを好んだことが参加のきっかけで、出演したダンサー66人の衣装をわずか1か月で仕立てたという。
2017年9月から12月まで行われた、AIのTOUR『和と洋』では、洋衣装のデザインを手掛けた。同年12月24日 - 12月28日には、札幌パルコ3階で「IKUMI LIMITED SHOP」を出店。
2019年2月24日、「IKUMI」 土、日、祝日のみ開店の路面店を原宿・青山プラザ1階にオープン。同年10月28日、コムアイとコラボレーションしたファッションショー『IKUMI SS20 TOKYO COLLECTION』を代官山SPACE ODDで開催。

## 人物
- 趣味は旅行。特技はスキー（一般2級）、剣道、書道（初段）、サッカー[3]。
- 好きな物はアニメ、植物、動物。特に猫が好き。アニメはもののけ姫、スポンジボブが特に好き。

## 出演

### テレビ番組
- シンボルず（テレビ東京、2007年）
- おネエ★MANS（日本テレビ、2007年）- モデル出演

### 雑誌
Japan
- JILLE
- 装苑
- mini
- NYLON JAPAN
- Figue
- sweet
- ELLE girl
- TATTOO girls

Los Angeles
- JUNK MAGAZINE

bali
- KUBAN MAGAZINE

### ファッションショー
Japan
- FUKUOKA LOVE&COLLECTION（2008年9月27日、福岡ドーム）[2]
- 東京コレクション
- Charmed By Tiffany
- Charotte Ronson
- KBF
- Girls Award[10][11]
- tokyo girls collection
- i
- IKUMI

New york
- Charotte Ronson
- Nomia
- Alexandre Plokhov

Taiwan
- KBF

### 広告
World
- adidas Originals

### デザイン
- 「IKUMI」

## 作品

### 書籍
- 「ikumi」写真集（宝島社・2012年6月14日発売 ）